# Suma-Klasse
Die Suma-Klasse (japanisch 須磨型防護巡洋艦 Suma-gata bōgojun'yōkan) war eine Klasse von zwei kleineren Geschützten Kreuzern der Kaiserlich Japanischen Marine, die gegen Ende des 19. Jahrhunderts fertiggestellt wurden. Beide Schiffe wurden in der Zeit zwischen 1892 und 1899 auf der staatlichen Marinewerft in Yokosuka gebaut. Namensgeber der Klasse (wie auch des Typschiffes) war ein Bezirk der Stadt Kōbe. Beide Einheiten dieses Typs – Suma (Bauvergabe im Fiskaljahr 1891) und Akashi (Bauvergabe im Fiskaljahr 1893) – sahen eine vergleichsweise rege Einsatzzeit und wurden während des Boxeraufstandes, im Russisch-Japanischen Krieg sowie im Ersten Weltkrieg eingesetzt; beide Schiffe wurden in den 1920er Jahren außer Dienst gestellt und abgewrackt (Suma) oder als Zielschiff aufgebraucht (Akashi).

## Technische Daten und Besonderheiten
Die Kreuzer der Suma-Klasse, eine hinsichtlich der Wasserverdrängung leicht verkleinerte, aber dafür schnellere Variante des 1894 in Dienst genommenen Geschützten Kreuzers Akitsushima, besaßen einen in insgesamt 22 wasserdichte Abteilungen unterteilten Doppelhüllen-Stahlrumpf und waren maximal 95,55 Meter lang sowie 12,32 Meter breit. Der Tiefgang lag im Durchschnitt bei 4,63 Meter (Suma) bis 4,81 Meter (Akashi), konnte aber bei voller Kohlenbeladung auf bis zu 4,98 Meter anwachsen. Der leicht größere Tiefgang der Akashi war darauf zurückzuführen, dass dieses Schiff eine etwas größere Konstruktionswasserverdrängung aufwies (2.756 ts gegenüber 2.657 ts der Suma). Ursächlich hierfür waren sehr wahrscheinlich der unterschiedliche Aufbau der Maschinenanlage (s. u.) sowie der Umstand, dass bei der Akashi der Gewichtsschwerpunkt des Rumpfes noch während des Baus abgesenkt worden war (unter anderem durch Modifikationen an den Gefechtsmasten und den Aufbauten sowie eine leichte Verbreiterung des Rumpfes), da beim Schwesterschiff Suma nach dessen Fertigstellung eine gewisse Topplastigkeit festgestellt worden war. Insgesamt werden die Schiffe von Fachkreisen als keine sonderlich ausgereiften Konstruktionen angesehen; auch nahm das Vorschiff bei höheren Fahrtstufen vergleichsweise viel Wasser über. 

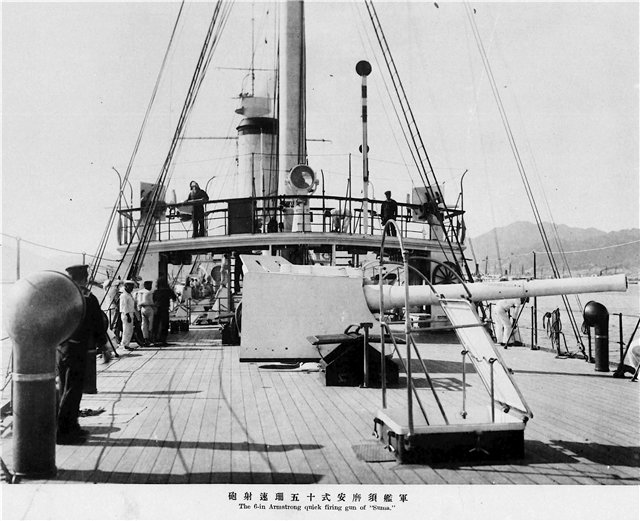
Das achtere 15,2-cm-Geschütz der Suma.

### Bewaffnung
Die Kreuzer dieses Typs verfügten über eine aus zwei einzeln lafettierten 15,2-cm-Geschützen L/40 Typ 41, wobei je ein Geschütz in Mittschiffslinie vor und achtern der Hauptaufbauten stand, und sechs ebenfalls einzeln lafettierten 12-cm-Geschützen L/40 Typ 41 bestehende Hauptbewaffnung. Sämtliche Geschütze waren Lizenzbauten der britischen Elswick Ordnance Company. Die durch Turmschilde geschützten 15,2-cm-Geschütze verschossen eine 45,4 Kilogramm schwere Granate über eine Distanz von maximal 9.140 Metern. Je drei der 12-cm-Geschütze, diese waren in der Lage, eine 20,4 Kilogramm schwere Granate über eine Distanz von rund 9.000 Metern zu verschießen, waren in Schwalbennestern zu beiden Seiten der Aufbauten installiert, so dass bei einer Breitseite drei dieser Geschütze zum Tragen gebracht werden konnten. Die leichtere Bewaffnung, die vorzugsweise der Abwehr von kleineren Torpedofahrzeugen dienen sollte, setzte sich aus zehn 5,7-cm- und vier 4,7-cm-Geschützen des Modells Hotchkiss (ebenfalls Lizenzbauten) zusammen. Daneben standen der Besatzung noch vier Maxim-Maschinengewehre zur Verfügung, die allerdings im Regelfall unter Deck eingelagert waren und die bei Landeinsätzen genutzt werden sollten. 

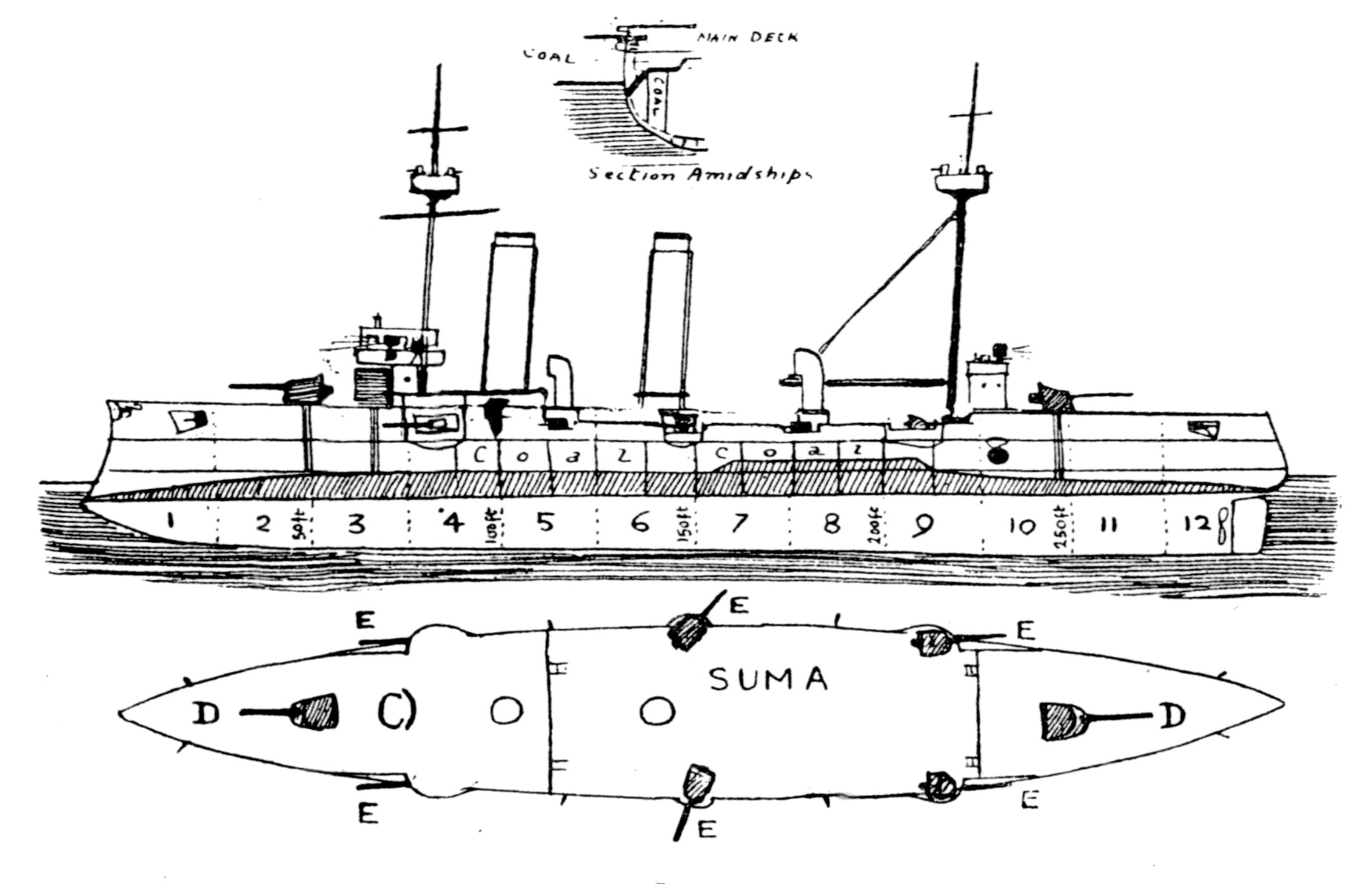
Seiten- und Deckansicht der Suma-Klasse.

### Panzerung
Die Suma-Klasse verfügte über ein Panzerdeck, dessen horizontale Bereiche 25 mm stark waren; die abgeschrägten Böschungen zu den beiden Schiffsseiten hin waren 51 mm stark. Darüber hinaus besaßen die Turmschilde der 15,2-cm-Geschütze eine Stärke von 115 mm und die Kommandobrücke einen 25 mm dicken Panzerschutz. Das genutzte Panzermaterial entsprach dem Harvey-Typ. 

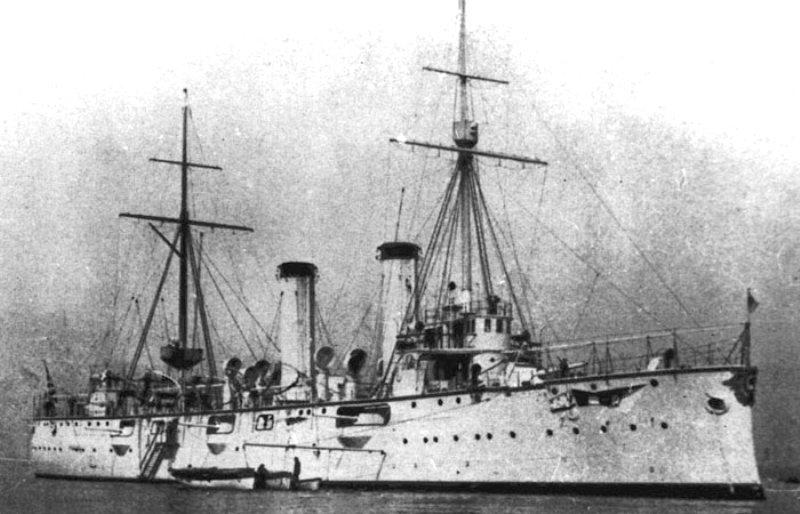
Der Kreuzer Akashi, die zweite Einheit der Suma-Klasse (vermutlich um 1912).

### Maschinenanlage
Gemäß der Planungsvorgaben hätte die Maschinenanlage, bestehend aus zwei zweizylindrigen Dreifachexpansionsmaschinen und acht Großwasserraumkesseln (Suma), insgesamt 8.500 PSi leisten und den Schiffen eine Höchstgeschwindigkeit von 20,0 kn ermöglichen sollen. Bei sogenannten Meilenfahrten während der Erprobung wurde diese Vorgabe zumindest vom Typschiff Suma leicht übertroffen und der Kreuzer erreichte (bei einer maximalen Maschinenleistung von 8.565 PSi) eine Höchstgeschwindigkeit von 20,2 kn (ca. 37,5 km/h). Dieser Wert wird auch im nebenstehenden Informationsblock genutzt. Beim Schwesterschiff Akashi indessen wurde eine andere Kesselanordnung gewählt, so kamen auf diesem insgesamt neun Einender-Dampflokomotivkessel zum Einbau. Auch wenn die Hintergründe hierfür nicht ganz klar sind, so wurde diese Maßnahme wahrscheinlich ergriffen, um den Gewichtsschwerpunkt der Konstruktion abzusenken und um so die Topplastigkeit, die bei der Suma festgestellt worden war, zu reduzieren. In der Folge blieb diese Kesselanordnung allerdings hinter den Erwartungen zurück, so leistete die Maschinenanlage der Akashi nur 7.890 PSi, was dem Kreuzer eine Höchstgeschwindigkeit von 19,5 kn ermöglichte. Im späteren Einsatz litt die Akashi weiterhin beständig unter Maschinenstörungen, was temporär sogar eine Begrenzung der Höchstfahrt auf nur 14 kn notwendig machte. Aus diesem Grund wurden 1912 auf diesem Schiff sämtliche Kessel gegen neun Niclausse-Wasserrohrkessel ausgetauscht. Mit einem maximalen Kohlenvorrat von rund 540 Tonnen, besaßen die Einheiten der Suma-Klasse eine rechnerische Reichweite von etwa 11.000 Seemeilen (bei 10 kn Fahrt).

## Einheiten
| Schiff        | Bauwerft             | Kiellegung     | Stapellauf        | Indienststellung  | Anmerkungen und Verbleib |
| ------------- | -------------------- | -------------- | ----------------- | ----------------- | --- |
| Suma (須磨)   | Marinewerft Yokosuka | 6. August 1892 | 9. März 1895      | 12. Dezember 1896 | Nach Indienstnahme zeitweilig Flaggschiff des VI. Kreuzergeschwaders, 1898 zunächst als "Kreuzer 3. Klasse" klassifiziert. 1899 im Kontext des philippinisch-amerikanischen Krieges zeitweise Wachschiff vor Manila zum Schutz japanischer Staatsbürger. 1900: Teilnahme am Boxeraufstand (als Teil der Flottenkräfte der vereinigten acht Staaten), dabei Unterstützung japanischer Landungstruppen bei Tianjin. 1904/05: Während des russisch-japanischen Krieges Teilnahme an der Seeschlacht im Gelben Meer (1904) und an der Seeschlacht bei Tsushima, dabei bei letzterer durch zwei Artillerietreffer leichte Schäden erlitten (3 Verwundete). Ferner Beteiligung an der Besetzung Sachalins. Grundüberholung 1908, dabei Austausch der Kessel gegen Kessel vom Miyabara-Typ. 1912: Umklassifizierung als "Kreuzer 2. Klasse". Während des Ersten Weltkrieges (ab 1914) Patrouillen im südchinesischen Meer und vor Borneo zwecks Suche nach deutschen Handelsstörern und Blockadebrechern. 1916/17: Sicherungsmissionen vor den Küsten Australiens und Neuseelands (siehe Anglo-Japanische Allianz). Nach 1918 als "Küstenschutzschiff" klassifiziert, nach 1921 teils abgerüstet. Aus aktivem Dienst am 4. April 1923 herausgenommen, danach stationäres Wachschiff vor Sasebo. 1928 abgewrackt. |
| Akashi (明石) | Marinewerft Yokosuka | 6. August 1894 | 18. Dezember 1897 | 30. März 1899     | Nach Indienstnahme IV. Kreuzergeschwader, jedoch mehrfache Werftaufenthalte infolge von Maschinenstörungen. 1900: Teilnahme am Boxeraufstand (siehe Suma). 1901/02: Erneute Werftaufenthalte, da Kesselprobleme; wegen dieser Maschinenprobleme 1902/03 zeitweilig in die Reserve versetzt. 1904/05: Teilnahme am russisch-japanischen Krieg, dabei am 10. Dezember 1904 Minentreffer vor Port Arthur erlitten, schwere Schäden. Reparatur bis April 1905. Beteiligung an der Seeschlacht bei Tsushima im Mai 1905, dabei durch fünf Artillerietreffer beschädigt (3 Tote, 7 Verwundete). Während der Schlacht Beteiligung an der Versenkung des russischen Kreuzers Dmitri Donskoi. Überholung und Reparatur in Kure im Juli 1905. Oktober 1905: Aufbringung des unter deutscher Flagge laufenden Frachters M. Struve (1.582 BRT) wegen versuchten Schmuggels vor Wladiwostok. 1912: Grundüberholung, Austausch aller Kessel und Einbau von Niclausse-Wasserrohrkesseln. Im Ersten Weltkrieg zunächst Einsatz vor Tsingtau 1914. 1916: Suche nach deutschen Handelsstörern und Blockadebrechern (siehe Suma). 1917: Detachierung ins Mittelmeer als Flaggschiff von zwei japanischen Zerstörerflottillen. Nach Kriegsende 1918 zu "Küstenschutzschiff" umklassifiziert. Im April 1928 aus Schiffsregister gestrichen, zu Zielschiff umgerüstet. Am 3. August 1930 vor Izu-Ōshima während Manöver von japanischen Sturzkampfflugzeugen versenkt. |